# 一条さゆり 濡れた欲情
『一条さゆり 濡れた欲情』（いちじょうさゆり ぬれたよくじょう）は、1972年10月に公開された、神代辰巳脚本、監督の日活制作の映画作品である。ロマンポルノの名を高めた傑作とされ、1972年度の第46回キネマ旬報ベスト・テン第8位、映画芸術ベストテン2位、脚本の神代辰巳は1972年度キネマ旬報監督賞、主演の伊佐山ひろ子はキネマ旬報女優賞を受賞した。また、『仁義なき戦い』に影響を与えた作品であることも知られている。

## あらすじ
まず最初に、「この映画はあくまでストリップの女王、一条さゆりに託したフィクションです」との字幕が流される。
うだるような夏の日、24～25歳くらいのストリッパーのはるみ（伊佐山ひろ子）と、彼女と同年齢くらいの男が阪神電車野田駅に現れる。はるみは白いパラソルを差し、男はバカでかいトランクを担いでいる。男はストリッパーはるみのヒモであった。ちょうどこの日、かつてのはるみのヒモ、大吉（粟津號）が3年の刑期を終え、出所する日であった。今後どちらがはるみのヒモとなるのか、3人で話し合わねばならない。しかし話し合いの前に待ち合わせ場所の喫茶店からヒモが逃げ出してしまう。逃げられたことを知って悔し泣きするはるみ。そこに丁度、出所した大吉が現れる。泣きはらしていたはるみの姿を見て、出所を喜んで嬉し泣きをしているものだと勘違いする大吉。そうして結局、はるみと大吉は元さやに収まってしまう。
はるみの次の仕事場は大阪、吉野ミュージック。はるみはストリップの女王、一条さゆりに激しい対抗意識、嫉妬心を燃やしていた。一条さゆりに対していじましい嫌がらせを繰り返し、はるみが演じるレズショーの相方、まり（白川和子）から、一条さゆりにいじましい嫌がらせを繰り返しているのははるみではないかと追及されても、素知らぬ顔ですっとぼける。そして一条さゆり本人の前でおべんちゃらを使い、自らも同じような人生行路を歩んできたと騙り、一条さゆりのことを尊敬していると言うが、すげなくあしらわれる。
一条さゆりが急病のためお休みとなった日に、吉野ミュージックに警察のガサ入れが入った。はるみとまりは検挙され、はるみは連行時、そして留置場の中でも悪態をつきまくり、相方のまりと口論となる。婦警（絵沢萠子）から「阿呆くさ、なに揉めとんねん！」と怒鳴られる二人。結局罰金刑となり釈放され、はるみのヒモである大吉と、まりのヒモ、勇（高橋明）が迎えに来るが、はるみとまりは大喧嘩となって殴り合いになる。するとヒモの大吉と勇も巻き込まれ、4人の喧嘩に発展して大吉が勇の足を刺してしまい、大吉は刑務所に戻ってしまう。
まりとの大喧嘩の結果、はるみはまりとのレズショーから単身でストリップを演じることになる。そしてはるみは懲役となった大吉から、勇へとヒモを乗り換えた。一条さゆりに激しいライバル心を燃やすはるみは、勇相手に一条さゆりお家芸のろうそくショー、特出し（局部を観客に見せる）の特訓に明け暮れる。
一条さゆりが引退を決意し、テレビのインタビューを受ける。一条さゆりの引退興行の前座に、はるみも出演することになる。引退興行当日、報道陣から今の気持ちを聞かれる一条さゆり、そこにはるみが現れて、やはりおべんちゃらを使うも一条さゆりから「大事な興行ですさかい、いたずらせんようにな」と、釘を差される。怒りが沸騰するはるみ。一条さゆりのステージが佳境を迎える中、はるみと勇は大阪の街を歩き回り、デパート屋上の遊園地の乗り物でセックスをする。ふと我に返るはるみ、舞台に穴を開けられないと吉野ミュージックに急いで戻る。
一条さゆりが特出しに入ったその時、警察が一条さゆりを逮捕する。観客の怒号の中、連行される一条さゆり。その混乱の隙に勇ははるみを大きなトランクの中に隠す。しかし長時間隠れる中で尿意を催し、我慢できずに漏らしてしまうはるみ。はるみの尿は小さな流れとなって、警戒中の刑事の足下に。刑事に気づかれる中、勇は無理くりトランクを持って逃げようと試みる。しかし足が不自由な勇は、坂道でトランクの紐を離してしまい、はるみを乗せたトランクは勢いよく坂道を転げ落ちたあげくにトラックにぶつかりようやく停止する。あえなく御用となったはるみ。警察前では自らの衣装を脱ぎ捨て、裸で警察内に担ぎ込まれる。
釈放後、はるみは性懲りもなく特出しを演じ、観客に「うちと一条はん、どっちがようけ出よる？」と、語り掛けるのであった。

## 製作

### 日活ロマンポルノ路線と神代辰巳
1958年にピークを迎えた映画館入場者数はテレビの普及に伴って急速に減少し、1965年には1958年の約3分の1にまで落ち込んだ。観客数の減少は映画会社を直撃し、1960代半ば以降、日活は経営状態が悪化し始めた。1660年代末には経営の悪化が進み、1969年に撮影所を売却し、翌1970年には本社ビルの売却に追い込まれた。経営再建のため大映と共同出資してダイニチ映配を設立したものの、1年あまりでダイニチ映配も行き詰まり、1971年6月にはダイニチ映配から撤退し、8月には映画製作を中止する事態に陥った。
会社存続の危機に立たされた日活は、まず経営陣より大規模なリストラが提示されたが、労働組合側から労使協調で経営再建策を話し合おうとの提案があり、経営側も同意し、1971年7月に労使双方による「経営」、「映像」の委員会が立ち上げられ、経営再建策を練ることになった。結局再建案は
- 成人映画
- 大作映画
- 児童映画
- スタジオレンタル、ビデオ展開を図るための映像開発

という4つの事業で進められることになった。中でも成人映画はロマンポルノと名付けられた。
映画撮影中断時、自宅待機を命じられた日活関係者は、方針決定後、「これからロマンポルノを始めるので、ポルノをやっても良い人は会社に残れ。やりたくない者は辞めてもらって構わない」と通告された。成人映画を経営再建の柱のひとつとする方針には反発も強く、多くの監督、専属俳優が日活を離れた。日活を離れる決断をした人たちの中からは、「ロマンポルノなど映画では無い」などという声も挙がった。しかし撮影、録音等の技術スタッフはかなりの数が日活に残る決断をした。
日活の経営危機の再建策として始められたロマンポルノは、低予算、短期間での制作が宿命づけられた。具体的には撮影日数は10日以内、映画は70分以内で750万円の予算で制作すべしとの方針が定められた。当時、日活は平均して映画一本の制作に約3000万円をかけていた。それでも1971年当時、主に独立プロダクションが制作していたポルノ映画は約200～300万円の制作費であり、映画制作に慣れたスタッフらが手掛ける日活ロマンポルノには勝算があると踏んだのである。ロマンポルノ路線転向以前の日活には、「石原裕次郎は決して死んではならない」、「ロケ時は晴天で無ければならない」等の撮影上のタブーが存在したというが、ロマンポルノは70分以内の映画にして成人映画として10分間に1回は絡み場面を入れる等の要件を満たせば企画内容の制限が撤廃され、映画監督が自由に腕が振るえるようになった。
ロマンポルノ路線が動き出す中で、急速に頭角を現してきた人物のひとりが神代辰巳である。神代は1955年に日活に入社後、斎藤武市、蔵原惟繕らのもとで助監督を務めていた。1968年、『かぶりつき人生』で監督デビューを果たすが、日活始まって以来の不入り映画と言われるほどの不評に終わり、その後、1971年のロマンポルノ路線開始まで不遇の時代を過ごしていた神代はロマンポルノ路線への転向に向けて社内での話し合いの中で、実際にポルノ映画の企画まで出していた。
1971年11月、日活ロマンポルノの初作が封切られ、その後続々と作品が発表される。日活ロマンポルノは順調な滑り出しを見せ、多くのスタッフが辞めていった日活は、映画監督を始めとするスタッフに新人を抜擢していき、日活は活気を取り戻していく。しかし1972年1月28日、山口清一郎監督の『恋の狩人 ラブ・ハンター』、藤井克彦監督の『牝猫の匂い』などが刑法175条の猥褻図画公然陳列罪容疑で警視庁保安一課にフィルムを押収され、日活本社や撮影所にも家宅捜索が入った。そして5月25日には関係者135名が東京地検に書類送検され、6月4日からは日活ロマンポルノ裁判と呼ばれる公判が開始された。
神代辰巳は、猥褻図画公然陳列罪容疑で摘発された『恋の狩人 ラブ・ハンター』の共同脚本執筆者であった。そして自らの監督作品『濡れた唇』も公開直前であった。摘発直後の1月29日、日活は予定通り『濡れた唇』の封切を行い、当初から警察の摘発に抵抗する姿勢を見せた。もともと日活はロマンポルノ路線転向に確たる見通しを持っていた訳ではない。また警察の摘発についても想定はしていた。摘発後、映画関係者や評論家の中から「映画界の面汚し」などと批判する声が上がり、日活内でもこれを契機に新たな退職者も出た。しかし現場ではむしろ摘発に対して闘争心を掻き立てることになった。

### 一条さゆりの映画出演
記録的不入りを記録した『かぶりつき人生』と異なり、神代のロマンポルノ初作であった『濡れた唇』の評判は上々であった。神代がロマンポルノ2作目の題材に選んだのが、当時ストリッパーとして著名であった一条さゆりであった。一条さゆりは引退興行中の1972年5月7日に「公然わいせつ」の容疑で現行犯逮捕され裁判中であった。なお一条さゆりはそれまでにも9回、同様の容疑で逮捕されていた。そして神代自身も『恋の狩人 ラブ・ハンター』の共同脚本執筆者として「猥褻図画公然陳列罪」で書類送検されていた。神代によれば一条さゆりに
と言って、映画出演を口説いた。
神代の意識としては、一条さゆりに一緒になって警察権力と戦いませんかと呼びかけたのである。「公然わいせつ」の容疑で何度も逮捕されている一条さゆりの映画出演は、それだけで神代ら日活関係者の抵抗の意思表示であった。なお、一条さゆりによれば東映からも映画出演のオファーがあったが脚本が良くないので断り、日活の神代監督からの話は「決して悪い映画では無い」と判断して出演を了承したとしている。
神代はプロデューサーの三浦朗とともに大阪で一条さゆりと会い、2日間に渡ってインタビューを行った。2日間のインタビューを終えて東京へ戻る新幹線の車中、神代と三浦は一条さゆりを主人公とした映画制作について話し合った。神代は一条さゆりを主人公とする映画に自信を持っていたが、三浦はそれでは映画が持たないと反対した。結局、静岡駅を通過する頃に三浦が「一条さゆりの出番は三分の一にして、主役は別人とする」ことを提案し、神代がその提案を受け入れ、映画の制作が始まった。
日活ロマンポルノ路線の開始直後、難しかったのが出演者の確保であった。関係者が劇団を回ってスカウトをしてみても、ほとんどの劇団でどこの女郎買いがやって来たのかという対応をされ、ひどい映画を作っていると軽蔑された。神代によれば当時、ポルノ映画に出演するということに、売春をしたり娼婦と同じくらい汚れたイメージを持たれていた。それでもまず絵沢萠子や粟津號らがスカウトに応じた。粟津號が所属していた劇団の後輩に伊佐山ひろ子がいた。伊佐山は粟津から「神代さんの台本で村川透さんが映画を撮るのだけど、出てみないか？」と誘われたことがきっかけで、日活ロマンポルノに出演するようになった。
絵沢、粟津は神代のロマンポルノ初作『濡れた唇』に出演し、伊佐山は神代が共同脚本を書き、村川透が監督を務めた『白い指の戯れ』でロマンポルノデビューを果たした。一条さゆりを起用した神代のロマンポルノ第二作には、絵沢、粟津、伊佐山に加えて、日活所属の俳優の一人であった高橋明、そしてピンク映画の世界から日活ロマンポルノに出演するようになった白川和子らが出演することになる。

### 撮影・制作
プロデューサーの三浦との話し合いの結果、神代は一条さゆりの出番を三分の一として、主役を別人とした映画の脚本を完成させた。一読した三浦は素晴らしい脚本であると評価したが、当初、日活の上層部は高く評価してはいなかった。前述のように厳しい経営難の中、ロマンポルノ路線を選択した日活はポルノ映画撮影を安く挙げることが求められた。そのため、お金がかかる地方ロケは基本的には行わなかったが、一条さゆりが出演する映画は大阪でのロケが必要となる。当時の日活の企画部長は神代に「どうせ地味な映画しか書けないし、作れないだろうけど、赤字にならなければ良い」と言い、撮影にゴーサインを出した。
また映画の主演を務めることになる伊佐山ひろ子は、粟津號から誘われて出演した『白い指の戯れ』はアルバイト感覚で出演しており、ポルノ映画出演を続ける気持ちは無く、演劇の世界に戻るつもりであった。しかし伊佐山は『一条さゆり 濡れた欲情』の脚本の完成後、神代とともに日活本社に報告に行った際、日活本社の重役が神代が書いた脚本を無造作に放り投げる姿を目の当たりにし、また神代が「いいんだよ、（主役は）この子で絶対いいんだよ」と掛け合う姿を見て、「ようし、やってやれ」と発奮した。また当時の伊佐山は大阪ロケを前にしてプロデューサーの三浦に対して「三浦さん、下着を買うお金がないからちょうだい」と言ってくるような状態であった。
短期間、低予算での制作が至上命題であった日活ロマンポルノは、オールロケでの制作が基本であった。『一条さゆり 濡れた欲情』も撮影所ではなくロケによる撮影によって制作された。大阪でのロケは、一条さゆりの引退興行が行われ、興行中の1972年5月7日に逮捕された福島区のストリップ劇場、吉野ミュージック等で行われた。しかし映画のかなりの部分は東京で撮影された。
ロケは監督である神代辰巳が絶対的な決定権を持つことは無く、スタッフの意見やアイデアも取り入れながら進められたが、主演の伊佐山ひろ子によれば、淀川に飛び込むハードな場面の撮影時も、神代は冷たく、憎たらしかったと述懐している。伊佐山の衣装は「渡り鳥シリーズ」で浅丘ルリ子が使い、日活に保管されていたキャバレーで着るような衣装であった。なお、渡り鳥シリーズで神代は助監督を務めていた。
また撮影の最中で、主演の伊佐山ひろ子と映画上、ストリッパーのレズショー相手役であった白川和子が喧嘩となる場面で、共に役に入り込み過ぎて真剣な取っ組み合いの喧嘩になってしまった。照明が上手く当たらない中で本気の取っ組み合いを続ける二人を，神代監督は撮影を止めず、カメラマンの姫田もやはりカメラを回し続けたというエピソードも残っている。
低予算での制作のため、日活ロマンポルノではオールアフレコ（オールアフターレコード、つまり撮影後のフィルムに後付けでセリフや音響効果をかぶせる）、また音楽も映画用の作曲は認められず、既成の音楽を使用しなければならないと決められていた。後述のように、神代はこの経費削減策のため、やむなく取られたオールアフレコ、既成の音楽使用の義務付けを逆手に取るように利用して、独自の世界を効果的に作り上げていった

## 評価・影響

### 日活ロマンポルノの評価を高める
1972年10月7日、『一条さゆり 濡れた欲情』は公開された。映画は大ヒットとなって日活ロマンポルノの評価、社会的認知を高め、一部の映画批評家からも評価されて、1972年度のキネマ旬報日本映画ベストテン8位、映画芸術ベストテンの2位となった。脚本を執筆した神代辰巳は『白い指の戯れ』での共同脚本執筆の評価と併せ、1972年度キネマ旬報日本映画の脚本賞に選出され、主演の伊佐山ひろ子はやはり『白い指の戯れ』での演技の評価と併せ、1972年度キネマ旬報日本映画女優賞を獲得した。
監督の神代辰巳にとって『一条さゆり 濡れた欲情』は出世作となった。初作の『かぶりつき人生』の大失敗後、日活のお荷物扱いであった状況から一変し、神代は立て続けにロマンポルノ作品を撮影、公開していく。1970年代前半に神代が監督を務めた作品の多くには、『一条さゆり 濡れた欲情』にちなんで「濡れた」が作品名に冠せられた。そして『四畳半襖の裏張り』、『赫い髪の女』に代表される優れたポルノ映画作品のみならず、1974年の『青春の蹉跌』、1994年の『棒の哀しみ』等も高い評価を集め、日本を代表する映画監督の一人となっていく。
映画評論家の佐藤重臣は、1972年の日本映画界を「日活ロマンポルノあるのみ」と評価し、神代辰巳の登場を「ひときわ目立つ」とした上で、ポルノ映画と並んで日活の会社再建四本柱のひとつとされていた、大作映画の制作が無意味なものに思えてくると論評した。蓮實重彦も『一条さゆり 濡れた欲情』によって、決して確たる見通しがあって始めたわけではない日活ロマンポルノ路線ではあったが、「はからずも一つの路線を定着させてしまった」と評価している。
一方、キネマ旬報1972年度日本映画のベストテン発表後、映画評論家の津村秀夫は、「ポルノ映画がベストテンに入ったり、ポルノ女優が女優賞を貰ったりするキネマ旬報ベストテン選考委員を辞退したい」と申し出て、選考委員を辞めた。津村以外も複数のキネマ旬報ベストテン選考委員が辞めていった。また、『一条さゆり 濡れた欲情』は、一条さゆり本人の裁判に大きな影響を与えた。映画の撮影によって検察側は、「映画に出演したことは、本人の申し立てと異なり引退を撤回し、カムバックを行う意図がある」と申し立て、当初予定されていた判決は延期となり、審理のやり直しとなった。前述のようにそもそも日活ロマンポルノシリーズは「猥褻図画公然陳列罪容疑」で摘発され、裁判が始まっていた。そこに「公然わいせつ」の容疑で裁判中の一条さゆりが日活ロマンポルノシリーズの映画に出演したわけで、検察側としては看過出来なかった。プロデューサーの三浦朗が弁護側の証人となり、『一条さゆり 濡れた欲情』のみならず日活ロマンポルノそのもの、そして一条さゆり本人を弁護する証言を行った。一方、検察側は一条さゆりに映画出演に至る経緯を問いただし、更に映画撮影時に「本当に前貼りで陰部を覆っていたのか」等の尋問を行った。

### 作品評価について
佐藤忠男は『一条さゆり 濡れた欲情』は、一条さゆりを冠した題名であるのにも関わらず、別人が主役で一条さゆり自身は脇役であることについて、いくぶんインチキめいている点があることを認めながら、映画自体は観念的な主題、表現に頼らないきめが細かい性格、人間描写があり、のびやかさ、そして円熟味が感じられると評価している。また神代辰巳の映画監督としての風俗を描く力量を高く評価し、映画中の一見、くだらないと思われる描写の中に「まぎれもない詩の一編があるのであり、生活への愛がある」としている。田中小実昌は主演の伊佐山ひろ子、そして一条さゆり、白川和子が使う言葉使いや、ストリッパーのヒモ役である粟津號、高橋明の演技のリアリティーの高さを認め、神代辰巳がストリップを研究したというよりも、その世界に沈み込んで作った作品であるとした。更に田中は伊佐山ひろ子を「もうじんじんいい」と絶賛し、一条さゆりをかわいい女、良い女にしていない点を評価した。
映画評論家の田山力哉は、一条さゆりが演じるストリップ舞台の熱量の高さを評価するとともに、主演の伊佐山ひろ子が見せるしたたかな生命力、そしてチャーミングでかわいらしい反面、意地悪かつ悪魔的、策士的でもあるといった女性の様々な要素を、巧まずして表現していると絶賛している。またやはり映画評論家の浅野潜は、佐藤忠男と同じく、題名から受ける印象とは異なり、一条さゆり自身が主役ではない点については、一条さゆりの知名度を利用した宣伝的なものであるとした上で、やはり一条さゆりが演じるストリップ舞台における「肉の歓喜」の描写を評価し、悲惨な過去などといった感情に頼ることなく、一人の女の高らかな賛歌を描き出しているとしている。そして浅野は主演の伊佐山ひろ子の演技を通して、セックスとは生活器官であり、いわば人間の顔のように予め与えられているものであるとの主題を追求しているとする。片岡修二もまた、一条さゆりを目標とする若きストリッパーを演じた伊佐山ひろ子のしたたかに生きる姿、小悪魔的な魅力を指摘している。
上野昻志は、神代辰巳監督の登場人物は男女とも「懲りることを知らない」として、その一例として『一条さゆり 濡れた欲情』の伊佐山ひろ子を挙げている。そして神代本人も懲りることを知らない人物であり、そこに神代辰巳の作家性の特徴があると見ている。北川れい子は、『一条さゆり 濡れた欲情』のストリッパーたちは過去も未来も無く、自らの肉体を武器としてひたすら性を生き続ける存在であるとする。押川義行は、映画上の一条さゆりは執念の赴くままに体を張って生きる女であり、風俗の中の女性像ではなく、一条さゆりという女性の中に生まれた風俗を描き出していると評価している。
佐藤重臣は『一条さゆり 濡れた欲情』が構成がしっかりとした映画であると評価した上で、映画中のストリッパーのヒモの演技は、世の中を良くする、世の中を変えていこうといった啓蒙的なものとは異なる、人生のガラクタをいっぱいに詰め込んだ、何か重みが感じられるものであり、それはまた神代自身の姿の投影でもあり、斜陽期に入った日本映画そのものの投影でもあると見なした。前述の田中小実昌からの評価にもあったように、ストリッパーのヒモ役である粟津號、高橋明の演技についての評価は高い。ロマンポルノ路線転向以前から日活に所属していた高橋明は、大部屋に所属してヤクザの子分や斬られ役、撃たれ役ばかりであったものが、ロマンポルノでは準主役級をこなすようになった。日活で同僚であった人物からは
と評価された。また、ロマンポルノ以前は大部屋でうだつが上がらず、虐げられてきた俳優さんたちの顔が生きてくるとも評価され、神代自身も「鬱積した良さが画面に出てきた」と述べている。
そして『一条さゆり 濡れた欲情』について、多くの論者が指摘するのが「反権力」である。映画内で刑事たちは滑稽な存在として揶揄されている。田山力哉は「神代はあくまで一条に仮託して、自らの内部に燃える激烈な怒りを、映像に結晶させようとしたに違いない」と論評し、佐藤忠男もまた、「この映画は一条さゆりの逮捕と起訴に対する作者たちの抗議の意志表示である」としている。蓮實重彦は「裸身を商品として生きざるをえない踊り子たちの日々の闘いを擁護するそのいくぶんかアナーキーな姿勢」と捉えた。
1996年のロッテルダム国際映画祭において神代辰巳特集が組まれ、神代監督の日活ロマンポルノ作品が上映された。上映作品の中で『一条さゆり 濡れた欲情』の人気が一番高かった。

### 制作面の評価について
上述のように低予算での制作が至上命題であった日活ロマンポルノでは、オールアフレコ、そして既成の音楽の使用が指示されていた。撮影現場で録音関連機材や録音する人員を要しないため、アフレコは制作費の圧縮に効果的であった。神代辰巳はアフレコを行う場面で、役者に台本のセリフと全く違うものを喋らせたり、予定外の音楽を挿入する等、制作費の圧縮目的で取られたアフレコという手段を逆手に取るように存分に活用した。
山根貞男は神代がアフレコを最も効果的に活用した例として、『一条さゆり 濡れた欲情』の中に挿入された江州音頭の春歌を挙げている。この歌は映画にヒモ役として出演した高橋明が歌っているもので、映画中何回か「なかなかなんけ～なかなんけ～」と、小気味よい歌声が流される。山根はこの歌と映像との間にずれが生じ、その中で映像の意味も転換させるようなめざましい表現力が創出されていると評価し、『一条さゆり 濡れた欲情』が広く受け入れられた要因の一つとなったと分析している。またこの江州音頭の春歌は生命讃歌であり、加えて河内音頭と比べて江州音頭には歴史が長く、土俗的な面を保ちながらも洗練された面白さがあって画面を壊すことが無いと、挿入歌として選んだことを評価する意見もある。

### 神代監督の人間観と演出
神代辰巳は、一条さゆりのことを「その辺のちゃちな名が知れたタレント以上に立派な芸人」で、「ゲリラのかっこよさもなく、筋の通った抵抗の論理もなく、法律と自分の身過ぎの芸の間で悩める芸人」であったとしている。また一条さゆりの特出し（局部を観客に見せる）を例にとって、「ギリギリの切実さの部分で身をさらけ出す役者」であり、神代自身、その一条さゆり自身が持つポルノ、彼女のギリギリのところをどこまで表現できるのかが勝負であったとしている。
神代はまた、自らが撮影したポルノ映画に出演した女優たちについても「ギリギリテメエ」で生きている人たちが多くて面白いとしている。究極的に映像というものは「てめえをさらけだすこと」でしか成り立たないというのが神代の持つ哲学であり、「人間にくっついた撮り方」をしようと、常に心掛けていた。
また、一条さゆりには現実に検挙が繰り返された経緯等の中で、何か悲壮感のようなものを抱えていて、『一条さゆり 濡れた欲情』でヒモたちが持ち運ぶ大きなトランクは、ストリッパーたちが抱える重荷、枷の象徴として描いたとしている。

### 仁義なき戦いへの影響
『一条さゆり 濡れた欲情』が与えた影響としては、『仁義なき戦い』への影響が挙げられる。『仁義なき戦い』の脚本を担当した笠原和夫は
と述べている。
しかし後に発見された笠原の手記によれば、映画を見た当初はむしろドラマ性の弱さを批判していたことが明らかとなっている。つまり映画を見たばかりは脚本家の目としてドラマ性が弱点だと感じ取っていたものが、少し時間を置く中で、逆にそのドラマ性の無さ、いわば何をやっても良い八方破れな点にこそ、『一条さゆり 濡れた欲情』の真の強さがあることに気付いた。中条省平は、『一条さゆり 濡れた欲情』ではストリッパーとヒモに代表される、日常的に暴力を振るい、振るわれるという、捻じれた人間関係の残酷さを描き出しているとともに、人間も映画もどうなっても構いはしないという「開き直ったしたたかなリアリズム」が、笠原和夫に勇気を与えたとしている。